# Dutral
La Dutral S.p.A. è stata la controllata  dell'Ausimont (gruppo Montedison) operante nel settore della produzione e della commercializzazione dei tecnopolimeri e dei polimeri speciali.

## Storia

### Origini
Nacque ufficialmente nel 1984 per conferirle parte delle attività già di Montepolimeri (settore dei tecnopolimeri e dei polimeri speciali) passate poi all'Ausimont, che le inquadrerà quindi in questa nuova società denominata Dutral.
In particolare, l'Ausimont inquadrò nella Dutral le seguenti produzioni precedentemente della Montepolimeri: etilene-propilene (epm), polibutilentereftalato, termcollanti e polioli poliesteri (Ferrara), termoplastici rinforzati (Porto Marghera), catalizzatori per la polimerizzazione delle olefine (Terni).

### La confluenza in Enimont
Nel 1988 la Montedison conferirà alla neonata società Enimont (joint-venture tra Eni e Montedison), tra le attività della controllata Ausimont, solamente il settore facente capo alla Dutral. In seguito allo scandalo e al fallimento di quest'ultima (1991), le attività passeranno interamente sotto il controllo dell'EniChem. 